# 黃爾漚
黃爾漚（1855年—1905年），又名尔瓯，字鼎礼，号莲初（或作连初），福建省泉州府南安縣人，清朝政治人物、進士出身。

## 生平
光緒十八年（1892年），参加光緒壬辰科殿試，登進士二甲31名。同年五月，以主事分部学习。